# فصل ۲۷
فصل ۲۷ (انگلیسی: Chapter 27) یک فیلم در ژانر مستند درام، درام، و زندگی‌نامه‌ای است که در سال ۲۰۰۷ منتشر شد. از بازیگران آن می‌توان به جرد لتو، لیندزی لوهان و جودا فریدلندر اشاره کرد.